# Sông Ulya
Ulya (tiếng Nga: Улья) là một sông ở miền bắc Khabarovsk tại Nga. Sông có chiều dài 325 km và diện tích lưu vực là 15.500 km². Ulya khởi nguồn từ dãy núi Dzhugdzhur, chảy theo hướng đông bắc song song với bờ biển và sau đố đổi hướng đông đổ vào biển Okhotsk cách 100 km về phía tây nam của Okhotsk. Sông bị đóng băng từ cuối tháng 10-đầu tháng 11 cho đến tháng 5. Người Nga đầu tiên đến Thái Bình Dương là Ivan Moskvitin đã xuôi dòng Ulya and trú đông gần cửa sông vào năm 1639. Vasili Poyarkov dùng lại túp lều vào năm 1646. Ulya từng là một tuyến đường thủy để đi và đến Okhotsk.